# Bump Bump!
Bump Bump! è un singolo della cantante sudcoreana BoA, pubblicato nel 2009.

## Tracce
1. Bump Bump! (feat. Verbal) – 4:05
2. IZM (feat. Verbal) – 4:36
3. Bump Bump! (feat. Verbal) (Instrumental) – 4:03
4. IZM (feat. Verbal) (Instrumental) – 4:30